# Борстель (Шлезвіг-Гольштейн)
Борстель (нім. Borstel) — громада в Німеччині, розташована в землі Шлезвіг-Гольштейн. Входить до складу району Зегеберг. Складова частина об'єднання громад Бад-Брамштедт-Ланд.
Площа — 5,12 км2. Населення становить 123 ос. (станом на 31 грудня 2020).